# Gigiri
Gigiri est un quartier résidentiel à Nairobi . C'est le foyer de la plus grande communauté d'expatriés du Kenya et l'une des plus grandes communautés d'expatriés d'Afrique.
On trouve à Gigiri :
- L'Office des Nations Unies à Nairobi, qui fait de Nairobi la seule ville africaine à accueillir plusieurs organismes des Nations Unies, c'est-à-dire :
  - Le Programme des Nations Unies pour l'environnement [1]
  - Le Programme des Nations unies pour les établissements humains
- L'ambassade des États-Unis à Nairobi[2] ;
- La base de l' Organisation de l'aviation civile internationale pour l'Afrique de l'Est et du Sud.

Le quartier de Gigiri abrite également le Village Market, un grand complexe commercial, de loisirs et de divertissement, et UN Sacco Ltd, l'une des plus grandes SACCO ( Coopératives de crédit) du Kenya. Gigiri est considérée comme l'une des banlieues les plus chics du Kenya avec Runda et Muthaiga qui sont situées à proximité.